# Cantón de Montfort-l'Amaury
El cantón de Montfort-l'Amaury era una división administrativa francesa, que estaba situada en el departamento de Yvelines y la región de Isla de Francia.

## Composición
El cantón estaba formado por veintinueve comunas:
- Auteuil
- Autouillet
- Bazoches-sur-Guyonne
- Béhoust
- Beynes
- Boissy-sans-Avoir
- Flexanville
- Galluis
- Garancières
- Goupillières
- Grosrouvre
- Jouars-Pontchartrain
- La Queue-les-Yvelines
- Les Mesnuls
- Le Tremblay-sur-Mauldre
- Marcq
- Mareil-le-Guyon
- Méré
- Millemont
- Montfort-l'Amaury
- Neauphle-le-Château
- Neauphle-le-Vieux
- Saint-Germain-de-la-Grange
- Saint-Rémy-l'Honoré
- Saulx-Marchais
- Thoiry
- Vicq
- Villiers-le-Mahieu
- Villiers-Saint-Fréderic

## Supresión del cantón de Montfort-l'Amaury
En aplicación del Decreto n.º 2014-214 de 21 de febrero de 2014, el cantón de Montfort-l'Amaury fue suprimido el 22 de marzo de 2015 y sus 29 comunas pasaron a formar parte; veintiocho del nuevo cantón de Aubergenville y una el nuevo cantón de Plaisir.